# Mario Pizziolo

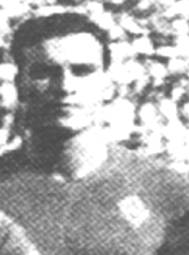
Foto do futebolista Mario Pizziolo

Mario Pizziolo (Castellammare Adriatico, 7 de dezembro de 1909 - 30 de abril de 1990) foi um futebolista e treinador de futebol italiano.

## Carreira
Conquistou a Copa do Mundo de 1934 com a Seleção Italiana de Futebol.